# Institut européen des sciences humaines
Les Instituts européens des sciences humaines sont des organismes privés spécialisés dans l'enseignement de la théologie musulmane et la langue arabe.
Ils sont regroupés dans une fédération , l'Union des Instituts européens des Sciences Humaines , qui comprend six établissements  dispensant des cours d'études islamiques (théologie, droit musulman…), d'étude du Coran ainsi que l'apprentissage de l'arabe littéraire. Le tout premier d'entre eux est créé en 1992 à proximité de Château-Chinon, à l'initiative de l'Union des organisations islamiques de France (UOIF).

## France

### IESH Château-Chinon
Il s'agit du premier institut de formation d'imams et de cadres religieux ouvert en Europe, créé en 1992 à l'initiative de l'UOIF et de l'Union des organisations islamiques en Europe, dans la commune de Saint-Léger-de-Fougeret (Nièvre), avec l'idée de « pallier le manque d'imams et de former des religieux made in France capables de comprendre les spécificités de la société laïque ».
En 2012, le nombre d'étudiants est d'environ 200, et pour le directeur de l'institut, Larabi Becheri ; « La formation d'imams issus de la société française est indispensable ; aujourd'hui 70 % des fidèles ne parlent pas arabe ».
En 2014, l'IESH, qui a formé depuis sa création 200 Imams, ne parvient pas à suivre l'augmentation de la demande. Il accueille 220 étudiants, en majorité français, les autres venant de toute l'Europe, « pour ceux qui se destinent à devenir enseignants, aumôniers ou imams, le cursus peut durer 7 ans » pendant lesquels sont suivis des « cours de théologie musulmane, de langue arabe, mais aussi de droit français ».
Cinq à dix imams et très peu d'aumôniers sortent de l'institut chaque année, un faible nombre « en comparaison des 2 300 mosquées et lieux de culte musulman que compte la France » et des 200 établissements pénitentiaires dans lesquels interviennent, cette année là, 182 aumôniers. Après les attentats de janvier 2015 en France, le gouvernement français prévoit — dans le cadre de la lutte contre la radicalisation dans les prisons — de créer 60 postes supplémentaires d'aumônier musulman, l'ensemble des formations devant se répartir sur les quatre structures disponibles de formation de cadres religieux,.
Le centre accueille les étudiants en internat et organise des séminaires et formations intensives de langue arabe, de théologie. Il organise également des séjours de vacances et des colonies ouverts à tous déclarés auprès de la DDCSPP (direction départementale de la cohésion sociale et de la protection des populations)[réf. souhaitée].

#### Financement
Pour Christophe Deloire et Christophe Dubois, l'IESH de Saint-Léger-de-Fougeret est financé dès son inauguration en 1992 par le « gotha fondamentaliste mondial ».
En 2007, selon Antoine Peillon qui se réfère à plusieurs notes des renseignements généraux français, l'émirat du Koweït, le Qatar et les Frères musulmans financent les structures via la banque suisse UBS ; l'une de ces notes conclut au financement de l'IESH par « un mécène Qatari lié à l'extrémisme musulman ». D'après le journaliste, cette note de 2008 révèle que plusieurs rencontres ont eu lieu à Genève, l'année précédente, entre un membre de la Qatar Charity et le trésorier de l'IESH, et qu'une somme de 170 000 euros a été remise à cette occasion. En septembre 2007, la même personnalité remettait directement au président de l'IESH une somme de 500 000 € correspondant à 62 % du budget annuel de l'Institut. En 2007, le trésorier des IESH français, Mohamed  Karmous, qui préside L'UIESH (l’Union des Instituts Européens des Sciences Humaines), est décrit comme un militant islamiste par les services de renseignements français.
En 2012, selon l'AFP (pour 20 minutes), les ressources de l'institut — financé à ses débuts par les États arabes du Golfe — dépendent beaucoup de la perception des frais de scolarité. Par ailleurs, l'institut déclare dépendre « de façon décisive » de dons privés, et sur le site internet, les musulmans sont appelés à soutenir les étudiants, professeurs et personnels de l’IESH. Le gestionnaire financier de l'institut, précise que 90 à 95 % des ressources proviennent de ce « que payent les étudiants, en assidu ou par correspondance ; les séminaires d’été et les colonies de vacances », le restant est assuré par des « dons versés en Europe », — certaines donations extra-européennes permettent de financer des projets mais pas le fonctionnement de l'institut.
En 2016, au cours de son audition devant la mission d'information du Sénat, Larabi Becheri, directeur de l'IESH de Château-Chinon, déclare : « Seuls 10 % des dons que nous avons reçus ont été versés par des œuvres caritatives d'État, le reste est donné par des personnes physiques qui peuvent être étrangères, notamment des pays du Golfe. La seule condition que nous posons est que ces dons restent désintéressés : nous voulons garder notre totale liberté ».
En décembre 2024 une perquisition est menée dans les locaux de la Nièvre dans le cadre d'une enquête sur la non-déclaration de financements en provenance de l'étranger.

#### Islamisme
En 1997, la première cérémonie de remise des diplômes est Youssef al-Qaradâwî figurait parmi les invités, théologien qatari radical décrit — par Vanessa Ratignier et Pierre Péan — comme « l'idéologue islamiste très influent auprès de la confrérie des Frères musulmans, [qui] prône, sous couvert de religion, la haine et la violence. »
En 1993, le mouvement islamiste Ennahdha interdit en Tunisie donne une conférence à l'institut de Château-chinon. « «Nous avons globalement la même vision de la société», explique Zuhair Mahmood. »
En 1994, Fayçal Mawlawi, le doyen de l'IESH qui dirige alors la confrérie des Frères musulmans au Liban, est interdit d'entrée sur le territoire français pour « ses liens avec des organisations islamistes extrémistes ».
Fiammetta Venner — qui retrace l'histoire de l'UOIF depuis ses origines jusqu'à la création du CFCM dans son ouvrage OPA sur l’Islam de France (2005) — écrit : « Tel un rappel, le logo de la Ligue islamique mondiale, la fondation saoudienne chargée de diffuser l'islam radical dans le monde, trône en bonne place dans les salles de classe » et « On le voit L'IESH est loin d'être une réussite. Quand il forme effectivement des imams, il forme des intégristes. Mais pour l'essentiel, il produit surtout des militants intégristes sans avenir »
Selon France 3, l'IESH Château-Chinon « tente de lutter contre le développement de l’extrémisme islamiste », ainsi un enseignant a posté une vidéo sur les réseaux sociaux pour « démonter la propagande du groupe État islamique ». Les différents acteurs sont convaincus que « la clé réside dans la formation d'imams français, européens, des religieux éclairés, en phase avec la société de leur pays ». Pour Larbi Belbachir, propager la violence au nom de la religion est une « hérésie » ; les islamistes radicalisés sont le résultat d'un « problème d’ignorance, ce sont des gens qui interprètent les textes à leur façon… Et ce n'est pas l'avis des savants de l'Islam ». Le directeur de l'IESH, Zuhair Mahmood, déclare pour sa part que les personnes formés à l'institut sont « un rempart contre l'intégrisme », notre but « c’est d’enseigner l’islam modéré, l’islam à la française, qui prend en compte le contexte français et européen. Ce n’est pas un islam qu’on amène de tel ou tel pays arabe ou musulman ».

#### Frères musulmans
Le gestionnaire financier assure que « l’IESH n’a pas de liens organiques avec eux [les Frères musulmans] ».
Selon Brigitte Maréchal, les Frères musulmans ont contribué à la création de l'IESH : « [en Europe, ils] sont par ailleurs actifs dans la création d’espaces de recherche et de diffusion du savoir (Institut européen des sciences humaines, International Institute of Islamic Thought (en) (IIIT), Institute of Islamic Political Thought) ou d’instituts académiques de formation reconnus par les pays d’accueil (al-Maktoum Institute (en)),. »
Pour Nahida Nakad, les IESH sont proches des Frères musulmans[citation nécessaire].
Selon Bernard Godard, « le camp  "conservateur" [de l'UOIF] a conservé la haute main sur la maison mère pour l'enseignement supérieur, à savoir le siège central [de l'IESH dans la Nièvre]. »

#### Audit
Début 2016, dans un contexte de lutte contre l'islam radical, le maire d'Autun demande au préfet ; « un audit précis sur l’institut qui est à Saint-Léger-de-Fougeret pour savoir précisément si à toute période cet institut a bien une formation coranique qui soit parfaitement compatible avec les lois et les règles de la République ». L'État répond notamment : « la vocation de cet institut est essentiellement de former des cadres (imams ou chercheurs) à l’échelon européen afin d’assister les musulmans dans leur pratique religieuse […] comme pour d’autres établissements ou institutions, un suivi attentif en liaison avec la Direction de l’IESH est exercé pour détecter toutes éventuelles dérives », et conclut : « En tout état de cause, aucun élément de droit ou de fait ne saurait justifier une fermeture de l’IESH ».

### IESH Paris
Situé à Saint-Denis (93200), il est ouvert en 2001. Le nombre d'étudiants est de 1 700 (en 2012), venant de toute la région parisienne ainsi que des villes avoisinantes. Il dispense des cours et des formations avec plusieurs formules intensives et extensives ou formations courtes : cours de soir et week-end ; il organise chaque année des cycles de conférences à sujet variés appelées « Vendredis de l'IESH » ouvertes au public[réf. souhaitée].
En juillet 2020, Le Parisien indique que l'IESH est défavorablement connu des services de renseignement comme prônant un islam radical et qu'il est visé par une enquête.
Début mars 2024, le doyen de l’IESH de Paris-Saint-Ouen, Ahmed Jaballah, visé par une procédure d’expulsion du territoire national (OQTF) depuis le 30 janvier, et considéré comme l’un des leaders des Frères musulmans, quitte la France de sa propre initiative, en prenant un vol avec sa fille pour la Tunisie.

### Formation alternative et complémentaire
L'État français envisage de favoriser la mise en place de passerelles entre les formations universitaires du fait religieux et les études proposées par les instituts privés. En octobre 2016 — dans le cadre du travail engagé en faveur du développement d'un islam de France « ancré dans la République » —, Najat Vallaud-Belkacem et Bernard Cazeneuve confient aux universitaires Mathilde Philip-Gay, Rachid Benzine, et Catherine Mayeur-Jaouen une mission de réflexion sur la formation des imams. Le rapport est remis le 16 mars 2017, les universitaires, relevant que les circonstances exigent des formations « plus poussées, plus structurées et plus diversifiées », recommandent notamment de « maintenir la dynamique de créations de postes […] sur les études du fait religieux islamique et les mondes musulmans », et préconisent « de s’appuyer sur les diplômes universitaires sur la laïcité déjà existants et de les compléter par des enseignements en sciences sociales des religions, des matières plus opérationnelles telles que communication, psychologie, philosophie, gestion de projet et de conflit, etc. » afin de faciliter les échanges entre instituts privés et universités ; « on pourrait imaginer que des enseignants-chercheurs se déplacent dans les mosquées ou instituts de formation pour apporter leur éclairage scientifique sur un thème », avance le rapport.

## Europe
- Grande-Bretagne
  - « IESH Birmingham », créé en 1997
  - « IESH Wales[pas clair] », ouvert en 2006
- Allemagne
  - IESH Francfort : « Europäisches Institut für Humanwissenschaften (EIHW) », ouvert en 2013
- Finlande
  - « IESH Helsinki », ouvert en 2016